# Шик, Эдмунд Генрихович
Эдму́нд Ге́нрихович Ши́к (10 ноября 1930, Нижняя Добринка, АССР Немцев Поволжья — 2 июня 2002, Омск) — профессор кафедры печатной отечественной литературы и культурологи Омского государственного педагогического института (1991), действительный член Петровской академии наук и искусств (1996), член Союза писателей СССР, организатор Омского отделения Союза российских писателей, автор литературно-критических книг, статей о литературе Сибири.

## Биография
Родился 10 ноября 1930 года в селе Нижняя Добринка (ныне — в Камышинском районе Волгоградской области). Отец Шик Генрих Христианович, мать Шик Вильгельмина Карловна В 1938 году Эдмунд поступил в школу в г. Камышине Волгоградской области, где проучился до 1941 года. В связи с началом Великой Отечественной войны 1941—1945 гг. семья была вынуждена переехать в Семипалатинскую область Казахской ССР, где мальчик продолжил учебу в средней школе рудника Казан-Чункур Жарминского района. В 1946 году семья переехала в г. Уральск Западно-Казахстанской области, где Эдмунд закончил 10 класс вечерней школы рабочей молодежи, работая одновременно пионервожатым в школе № 35.

### Обучение, становление
Поступив в Уральский педагогический институт им. А. С. Пушкина на филологический факультет, ещё будучи студентом, он работал учителем в школе рабочей молодежи ст. Уральск Казахской железной дороги.
По окончании института Эдмунд Генрихович получил назначение на работу в Гурьевскую область Казахской ССР, где работал с 1952 по 1956 годы учителем русского языка и литературы в 8-9 классах средней школы им. Абая промысла Кулсары Жилокосинского района, преподавателем русского языка и литературы в 8-9 классах средней школы им. Пушкина, инспектором Жилокосинского РОНО. В эти годы Эдмунд Генрихович готовился для поступления в аспирантуру, одновременно писал статьи и публиковался с 1955 года в печатных изданиях «Прикаспийская коммуна», «Учитель Казахстана», «Простор».

### Омск
В 1956 году Эдмунд Генрихович переехал жить в г. Омск. В период до сентября 1961 года работал завучем семилетней школы № 16 им. Кирова и завучем средней школы № 91, был принят в ряды партии КПСС.
В 1958 году Эдмунд Генрихович поступил в заочную аспирантуру Московского государственного педагогического института им. В. И. Ленина на кафедру советской литературы. Стал работать над диссертацией на тему: «Тема гражданской войны в творчестве писателей-сибиряков. 20-е годы», сотрудничать с журналом «Сибирские огни».

### Преподавательская деятельность
С сентября 1961 года стал работать на кафедре русской и зарубежной литературы Омского педагогического института ассистентом, а затем старшим преподавателем.
В 1963 году Эдмунд Генрихович защитил диссертацию, а в 1966 году был утвержден в звании доцента.
С 1964 года дважды избирался на должность декана филологического факультета Омского педагогического института. В 1971 году был назначен проректором по учебной работе, а с 1976 — проректором по научной работе.
В 1991 году было присвоено ученое звание профессора, в 1999 году избран на должность профессора кафедры печатной отечественной литературы и культурологии.
В 1996 году избран действительным членом Петровской академии наук и искусств.
В годы работы в институте он читал курсы советской литературы, русской литературы XX века, детской литературы, вел спецкурсы и спецсеминары по проблемам современной советской литературы, литературы Сибири, практикумы по анализу эпического произведения и некоторые другие виды учебной работы.
В 1960—1970-е годы работал в составе исполнителей коллективных тем: «Фольклор и литература Сибири», в 1980-е годы «Художественная индивидуальность писателя и литературный процесс». В рамках этой темы были проведены 2 межвузовские научные конференции — «Мартыновские чтения», издано 2 сборника научных трудов под редакцией Э. Г. Шика.
Эдмунд Генрихович Шик был постоянным автором старейшего литературно-художественного журнала «Сибирские огни». Его рецензии и статьи публиковались на страницах журналов «Вопросы литературы», «Филологические науки», в альманахах «Ангара», «Сибирь», во многих других периодических изданиях и сборниках. Эдмунд Генрихович — автор 6 литературно-критических книг: «Документ, факт, образ», «К сердцу человека», «Верность своему времени», «На литературной карте современности», «В холодной Сибири не так уж и холодно», более двухсот статей, литературных обзоров, рецензий. Последняя книга Эдмунда Генриховича «Были-небыли» — мемуарные заметки об одном из самых драматических моментов новейшей истории нашей страны — депортации советских немцев.
Занимался популяризацией литературных знаний, читал лекции в учительских, ученических и др. аудиториях города Омска и области, выступал на радио и телевидении.
Работы Эдмунда Генриховича являются летописью литературной жизни Сибири.

### Последний период
Эдмунд Генрихович высказывал интересные суждения о творчестве писателей-сибиряков З. Г. Маркова, С. Сартакова, А. Иванова, С. Залыгина и др.
Как член редколлегии и автор нескольких разделов он участвовал в 1982 году в создании «Очерков русской литературы Сибири».
Являясь членом Союза писателей СССР, Эдмунд Генрихович Шик в 1993 году стал одним из организаторов Омского отделения Союза российских писателей.
Неоднократно награждался грамотами института, обкома КПСС, Союза писателей, Министерства просвещения РСФСР и СССР, педагогического общества РСФСР и др.
Скончался 2 июня 2002 года в Омске. Похоронен на Ново-Еврейском кладбище.

## Избранные труды
- Шик Э. Г. Тема гражданской войны в творчестве писателей-сибиряков. (Двадцатые годы) : Автореф. дис. … канд. филол. наук / М-во просвещения РСФСР; Моск. гос. пед. ин-т им. В. И. Ленина. — М., 1963. — 17 с.
- Шик Э. Г. Были-небыли : [Мемуар. очерки] / Союз немцев Сибири, Омское отд-ние Союза рос. писателей. — Омск : Омскбланкиздат, 2002. — 39 с.
- Шик Э. Г. «В холодной Сибири не так уж холодно…» : Сб. лит.-критич. ст / [Вступ. ст. В. Трушкина]. — Омск : Кн. изд-во, 1983. — 192 с.
- Шик Э. Г. Верность своему времени : (Сб. лит.-критич. ст. и очерков). — Омск : Кн. изд-во, 1990. — 190 с.
- Шик Э. Г. Документ, факт, образ : [Сборник лит.-критич. статей]. — Новосибирск : Зап.-Сиб. кн. изд-во, 1973. — 87 с.
- Шик Э. Г. К сердцу человека : Некоторые особенности соврем. прозы Сибири. — Новосибирск : Зап.-Сиб. кн. изд-во, 1979. — 207 с.
- Шик Э. Г. Литературный Омск в XX веке / Федеральное агентство по образованию, Омский гос. пед. ун-т. — Омск : Изд-во ОмГПУ, 2010. — 295 с.
- Шик Э. Г. На литературной карте современности : Сб. лит.-крит. ст. — Омск : Кн. изд-во, 1986. — 188 с.

## Награды и звания
- медаль «За доблестный труд. В ознаменование 100-летия со дня рождения В. И. Ленина»
- медаль «Ветеран труда»
- значок «Отличник народного просвещения» СССР и РСФСР